# Błaszki (gmina)
Pour la localité, voir Błaszki.
Błaszki est une gmina mixte du powiat de Sieradz, Łódź, dans le centre de la Pologne. Son siège est la ville de Błaszki, qui se situe environ 23 km à l'ouest de Sieradz et 73 km à l'ouest de la capitale régionale Łódź.
La gmina couvre une superficie de 201,63 km2 pour une population de 15 090 habitants.

## Géographie
Outre la ville de Błaszki, la gmina inclut les villages d'Adamki, Borysławice, Brończyn, Brudzew, Bukowina, Chociszew, Chrzanowice, Cienia Wielka, Domaniew, Garbów, Golków, Gorzałów, Gruszczyce, Grzymaczew, Gzików, Jasionna, Kalinowa, Kamienna-Kolonia, Kamienna-Wieś, Kije, Kobylniki, Kociołki, Kokoszki, Kołdów, Korzenica, Kwasków, Lubanów, Łubna-Jakusy, Łubna-Jarosłaj, Maciszewice, Marianów, Morawki, Mroczki Małe, Nacesławice, Niedoń, Orzeżyn, Romanów, Równa, Sarny, Sędzimirowice, Skalmierz, Smaszków, Stok Nowy, Stok Polski, Sudoły, Suliszewice, Tuwalczew, Włocin-Kolonia, Włocin-Wieś, Wójcice, Wojków, Woleń, Wrząca, Zawady, Żelisław et Żelisław-Kolonia.
La gmina borde les gminy de Brąszewice, Brzeziny, Goszczanów, Szczytniki, Warta et Wróblew.